# Salatiwara
Salatiwara est une ville de l’Âge du bronze de l’Anatolie sur une route reliant les royaumes Vahszuszana (hu) et Burushattum. L'histoire de la ville est connue principalement à partir du texte hittite d'Anitta qui envahit la ville au XVIIIe siècle av. J.-C. avec l'aide de 1400 fantassins et 40 chars.

## Siège
Au XVIIIe siècle av. J.-C., Salatiwara est assiégée par Anitta, roi de Kussara. Anitta vainc les troupes qui sont envoyées de la ville pour l'affronter. Les soldats sont emmenés à Nesa comme prisonniers. Lorsque la ville se révolte et rassemble ses forces le long de la rivière Hulana, Anitta fait le tour et capture la ville par derrière, mettant le feu à la ville dans le processus,.
Une grande quantité d'argent et d'or disparaissent de la ville, soit par le roi de Salatiwara lors de sa fuite, soit par Anitta comme butin ,,.